# Koszary Tyszkiewicza w Wilnie

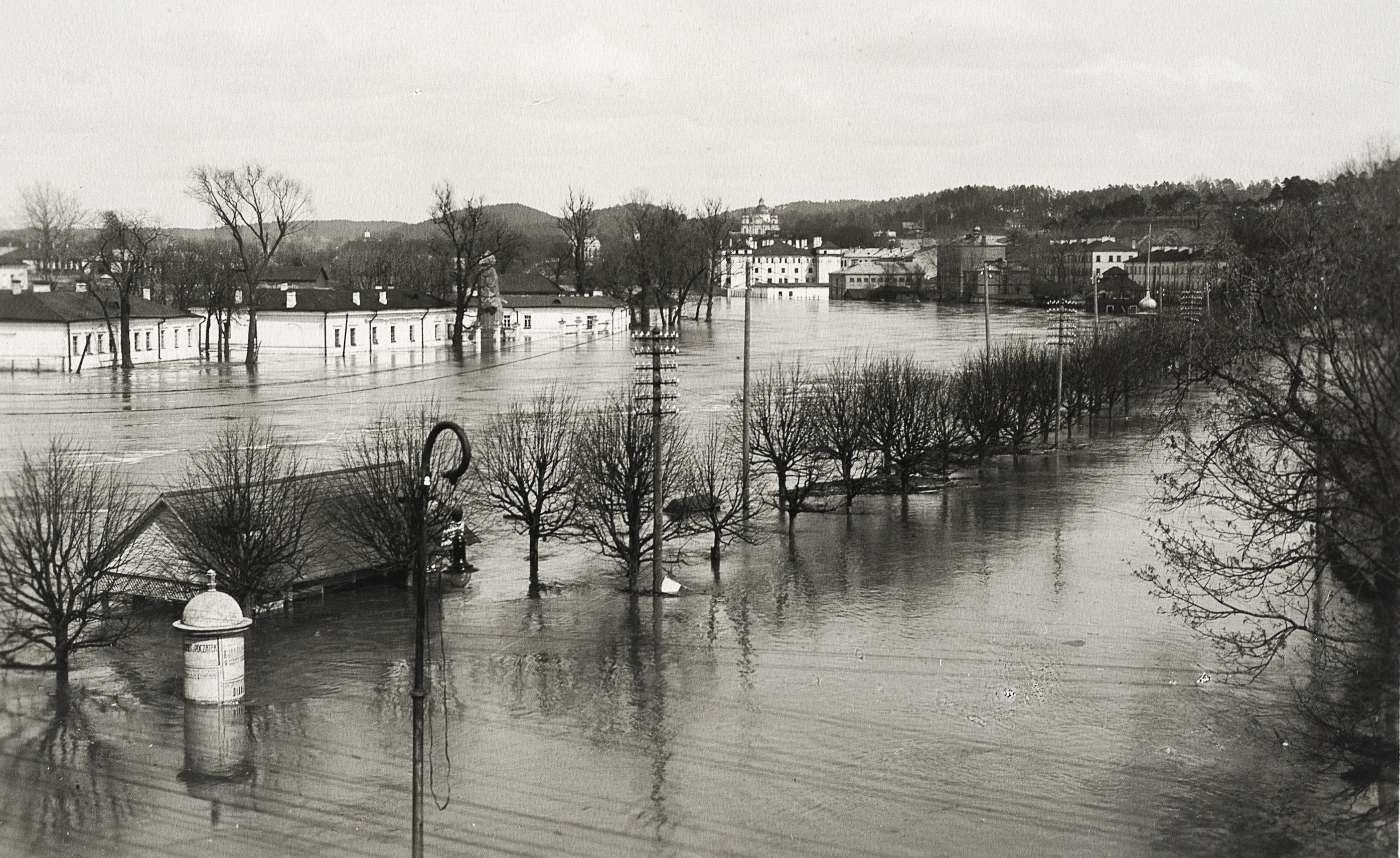
Wilno w czasie powodzi 1931 r. – panorama – koszary kawalerii

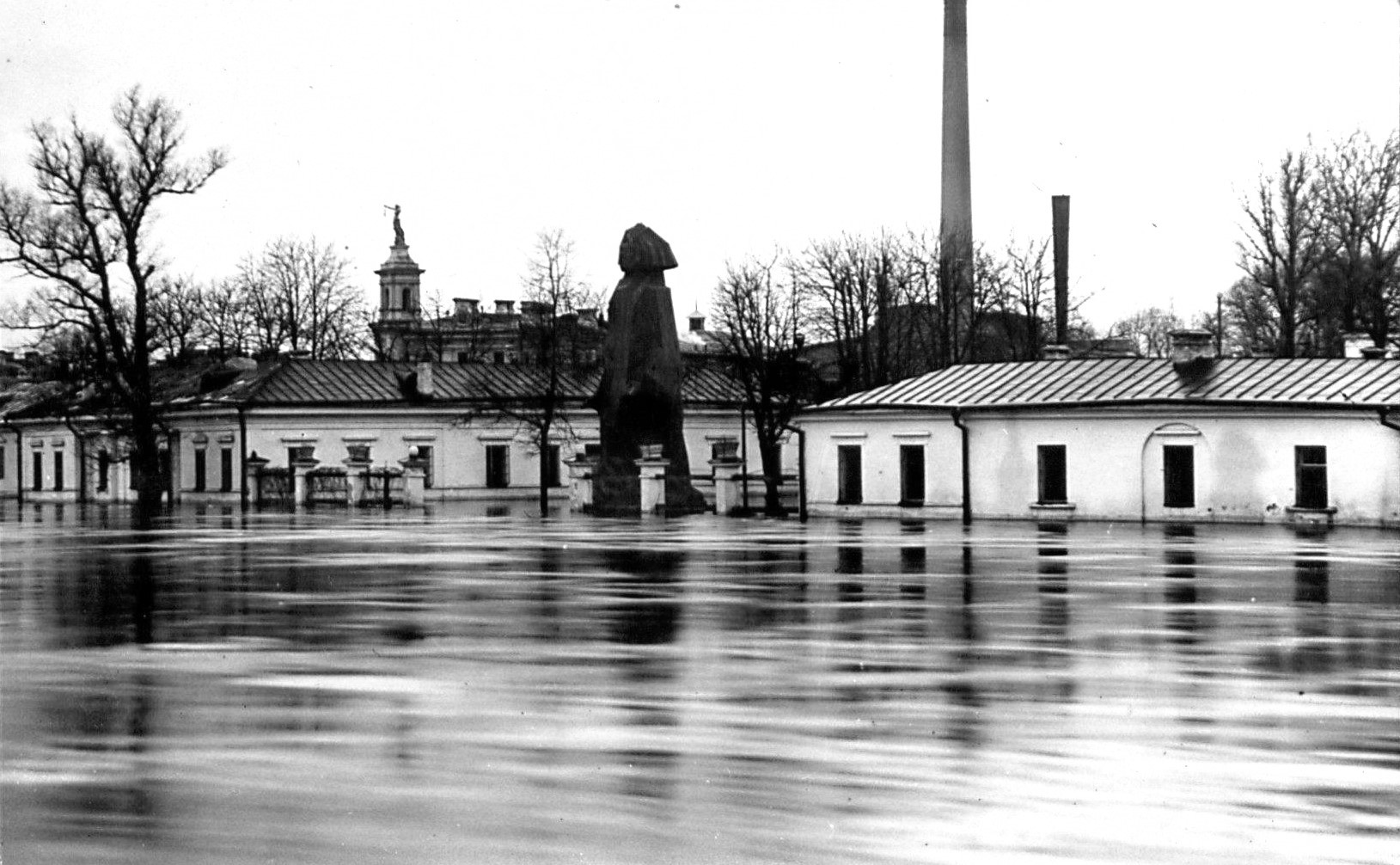
Wilno w czasie powodzi 1931 r. - makieta pomnika Mickiewicza i koszary kawalerii.

Koszary Tyszkiewicza w Wilnie – kompleks koszarowy znajdujący się na terenie garnizonu Wilno. 
W okresie II Rzeczypospolitej stacjonowały w nim szwadrony 4 pułku Ułanów Zaniemeńskich i 23 pułku Ułanów Grodzieńskich.

## Charakterystyka
Wilno było (jest) dużym garnizonem wojskowym. Znajduje się w nim kilkanaście obiektów koszarowych. Jednym z nich były koszary kawaleryjskie położone w północnej części Wilna, w rejonie dzisiejszych ulic: M. Katkaus – Rinktinės – Trimitų – Piromonto. Od brzegu Wilii na północ ciągnęły się kolejne kwartały koszar, magazynów i wojskowych domów mieszkalnych.
Po wojnie polsko-bolszewickiej koszary przejęło Wojsko Polskie. W ostatnich miesiącach 1921 rozlokował się w nich 13 pułk ułanów. Jednak już 13 kwietnia 1922 pułk odszedł na kwatery polowe w rejon Głębokiego. Jeszcze w styczniu 1922 wprowadził się do nich szwadron zapasowy i szwadron techniczny 4 pułku ułanów, a od kwietnia tegoż roku stacjonował tam 23 pułk ułanów. Od kwietnia 1927 gospodarzem koszar stał się 4 pułk ułanów, którego to szwadrony liniowe zamieniły się miejscami ze szwadronami 23 puł. i stacjonowały w tuskulańskich koszarach do czasu kampanii wrześniowej.
W okresie II Rzeczypospolitej koszary funkcjonowały pod trzema nazwami. Pierwszą nazwę – Kalwaryjskie – zyskały od pobliskiej ulicy i Rynku Kalwaryjskiego, gdzie sprzedawano wycofane ze służby konie; drugą nazwę – Tuskulańskie – od położonego nieopodal pałacyku wileńskiego gubernatora, zbudowanego w miejscu istniejącej od czasów Zygmunta Augusta podmiejskiej rezydencji zwanej Tuskulanum. Tuż przed II wojną światową koszary otrzymały oficjalne imię gen. Tadeusza Tyszkiewicza.
Obecnie (2020) teren ten jest silnie przekształcony, a w pierzejach ulic o historycznych nazwach, lecz o zmienionych przebiegach, stoją nowoczesne biurowce i apartamentowce ze szkła i stali.